# Комарова (Каменський міський округ)
Комаро́ва (рос. Комарова) — присілок у складі Каменського міського округу Свердловської області.
Населення — 25 осіб (2010, 37 у 2002).
Національний склад станом на 2002 рік: росіяни — 100 %.